# Krekenava
Krekenava (polska: Krakinów, jiddisch: קרקינובה) är en mindre stad i Panevėžys län i centrala Litauen. Den ligger vid floden Nevėžis, cirka 73 kilometer norr om Kaunas. Staden hade 1 375 invånare vid folkräkningen år 2021.